# Tour de Langkawi
O Tour de Langkawi é uma corrida ciclística por etapas disputada na Malásia. Deve seu nome ao Arquipélago Langkawi, onde teve lugar a saída da primeira edição em 1996.
Faz parte do UCI Asia Tour desde a criação dos Circuitos Continentais UCI em 2005, dentro da categoria 2.hc (máxima categoria destes circuitos), convertendo-se assim numa das provas ciclistas mais importantes da Ásia.

## Palmarés
| Ano  | Vencedor                    | Segundo                    | Terceiro             |
| ---- | --------------------------- | -------------------------- | -------------------- |
| 1996 | Damian McDonald             | Chris Newton               | Brett Dennis         |
| 1997 | Luca Scinto                 | Jens Voigt                 | Alberto Elli         |
| 1998 | Gabriele Missaglia          | Giuliano Figueras          | Niklas Axelsson      |
| 1999 | Paolo Lanfranchi            | Serguei Ivanov             | Alan Iacuone         |
| 2000 | Christopher Horner          | Julio Alberto Pérez Cuapio | Fortunato Baliani    |
| 2001 | Paolo Lanfranchi            | Paolo Bettini              | Chris Wherry         |
| 2002 | Hernán Darío Muñoz          | Robert Hunter              | David George         |
| 2003 | Tom Danielson               | Hernán Darío Muñoz         | Freddy González      |
| 2004 | Freddy González             | Ryan Cox                   | Dave Bruylandts      |
| 2005 | Ryan Cox                    | José Rujano                | Tiaan Kannemeyer     |
| 2006 | David George                | Francesco Bellotti         | Gabriele Missaglia   |
| 2007 | Anthony Charteau            | José Serpa                 | Walter Pedraza       |
| 2008 | Ruslan Ivanov               | Matthieu Sprick            | Gustavo César Veloso |
| 2009 | José Serpa                  | Jai Crawford               | Jackson Rodríguez    |
| 2010 | José Rujano                 | Hyo Suk Gong               | Hossein Askari       |
| 2011 | Jonathan Monsalve           | Libardo Menino             | Emanuele Sella       |
| 2012 | José Serpa                  | José Rujano                | Víctor Menino        |
| 2013 | Julián Arredondo            | Pieter Weening             | Sergio Pardilla      |
| 2014 | Mirsamad Pourseyedi         | Merhawi Kudus              | Isaac Bolívar        |
| 2015 | Youcef Reguigui             | Valerio Agnoli             | Sebastián Henao      |
| 2016 | Reinardt Janse Van Rensburg | Daniel Jaramillo           | Miguel Ángel López   |
| 2017 | Ryan Gibbons                | Cameron Bayly              | Alberto Cecchin      |
| 2018 | Artem Ovechkin              | Łukasz Owsian              | Benjamin Dyball      |

## Classificações

### Classificações individuais
| Ano  | Pontos            | Montanha                   | Melhor Asiático              |
| ---- | ----------------- | -------------------------- | ---------------------------- |
| 2000 | Gordon Fraser     | Julio Alberto Pérez Cuapio | Kam Po Wong                  |
| 2001 | Paolo Bettini     | Paolo Lanfranchi           | Kam Po Wong                  |
| 2002 | Robert Hunter     | Ruber Albeiro Marín        | Tonton Susanto               |
| 2003 | Graeme Brown      | Roland Green               | Tomoya Kano                  |
| 2004 | Gordon Fraser     | Ruber Albeiro Marín        | Ghader Mizbani               |
| 2005 | Graeme Brown      | Ryan Cox                   | Koji Fukushima               |
| 2006 | Steffen Radochla  | David George               | Hossein Askari               |
| 2007 | Alberto Loddo     | Walter Pedraza             | Ghader Mizbani               |
| 2008 | Aurélien Clerc    | Filippo Savini             | Shinichi Fukushima           |
| 2009 | Mattia Gavazzi    | José Serpa                 | Tonton Susanto               |
| 2010 | Anuar Manam       | Peter McDonald             | Gong Hyo-Suk                 |
| 2011 | Andrea Guardini   | Jonathan Monsalve          | Rahim Emami                  |
| 2012 | Andrea Guardini   | José Serpa                 | Aleksandr Dyachenko          |
| 2013 | Francesco Chicchi | Meiyin Wang                | Meiyin Wang                  |
| 2014 | Aidis Kruopis     | Matthew Brammeier          | Samad Poor Seiedi            |
| 2015 | Caleb Ewan        | Kiel Reijnen               | Tomohiro Hayakawa            |
| 2016 | Andrea Guardini   | Meiyin Wang                | Muhamad Adiq Husainie Othman |
| 2017 | Ryan Gibbons      | John Ebsen                 | Hideto Nakane                |
| 2018 | Andrea Guardini   | Álvaro Duarte              | Yevgeniy Gidich              |

### Classificação por equipas
| Ano  | Melhor equipa                 | Melhor equipa Asiática |
| ---- | ----------------------------- | ---------------------- |
| 1996 | Giant-AIS                     |                        |
| 1997 | MG Maglificio-Technogym       |                        |
| 1998 | Mapei-Bricobi                 |                        |
| 1999 | Mapei-Quick Step              |                        |
| 2000 | Mercury                       |                        |
| 2001 | Mapei-Quick Step              | Telekom Malaysia       |
| 2002 | Mapei-Quick Step              | Telekom Malaysia       |
| 2003 | Colômbia-Selle Itália         | Selecção de Irão       |
| 2004 | Barloworld                    | Selecção de Irão       |
| 2005 | Barloworld                    | Selecção de Irão       |
| 2006 | Selle Itália-Diquigiovanni    | Selecção de Japão      |
| 2007 | Giant Asia Racing             | Giant Asia Racing      |
| 2008 | Diquigiovanni-Androni         | Seoul                  |
| 2009 | Diquigiovanni-Androni         | Selecção de Irão       |
| 2010 | Tabriz Petrochemical          | Tabriz Petrochemical   |
| 2011 | Tabriz Petrochemical          | Tabriz Petrochemical   |
| 2012 | Androni Giocattoli-Venezuela  | Astana                 |
| 2013 | MTN Qhubeka                   | Tabriz Petrochemical   |
| 2014 | MTN Qhubeka                   | Tabriz Petrochemical   |
| 2015 | Pegasus                       | Pegasus                |
| 2016 | UnitedHealthcare              | Hengxiang Cycling Team |
| 2017 | IsoWhey Sports-Swiss Wellness | Vino Astana Motors     |
| 2018 | Wilier Triestina-Selle Itália | Astana                 |

## Palmarés por países
| País           | Vitórias |
| -------------- | -------- |
| Colômbia       | 5        |
| Itália         | 4        |
| África do Sul  | 4        |
| Estados Unidos | 2        |
| Venezuela      | 2        |
| Austrália      | 1        |
| França         | 1        |
| Moldávia       | 1        |
| Irão           | 1        |
| Argélia        | 1        |
| Rússia         | 1        |